# Ioánnis Kiriazís
Ioánnis Kiriazís (grec moderne : Ιωάννης Κυριαζής ; né le 19 janvier 1996) est un athlète grec, spécialiste du lancer du javelot. 

## Biographie
Le 31 mars 2017, à Austin, il porte son record personnel à 88,01 m. Étudiant à l'Université A&M du Texas, il remporte le 7 juin 2017 les championnats NCAA à Eugene avec la marque de 82,58 m.
Le 31 mai 2019, l’AIU déclare qu’il est suspendu pour dopage avec le LGD-4033, une substance synthétique.
En mars 2020, il est suspendu jusque mai 2023 pour dopage.

## Palmarès
| Date | Compétition                       | Lieu      | Résultat | Marque  |
| ---- | --------------------------------- | --------- | -------- | ------- |
| 2016 | Championnats d'Europe             | Amsterdam | 12e      | 75,57 m |
| 2017 | Championnats d'Europe espoirs     | Bydgoszcz | 2e       | 81,00 m |
| 2017 | Championnats d'Europe par équipes | Lille     | 2e       | 86,33 m |
| 2017 | Championnats du monde             | Londres   | 6e       | 84,52 m |
| 2024 | Coupe d'Europe des lancers        | Leiria    | 3e       | 80,52 m |

## Records
| Épreuve           | Marque  | Lieu   | Date         |
| ----------------- | ------- | ------ | ------------ |
| Lancer du javelot | 88,01 m | Austin | 31 mars 2017 |